# Korenmarkt (Gand)
Le Korenmarkt (en français : Place du Marché-aux-Grains) est une place du centre de la ville belge de Gand. Elle est située entre l'église Saint-Nicolas et la Lys. La place s'appelait autrefois Koornaard et depuis les xe – xie siècles, c'est l'endroit où les céréales qui arrivaient à Gand via la Lys ou l'Escaut était commercialisé. La place est entourée de plusieurs bâtiments historiques et est une place touristique importante avec des cafés et des terrasses. 

## Historique
Les céréales sont vendues sur cette place depuis le Moyen Âge. L'église Saint-Nicolas a été érigée sur le côté est de la place. La prison de la ville ou Chastelet s'élève du côté ouest depuis la fin du xve siècle. Cette prison a été démolie en 1716 pour faire place à un grand entrepôt quelques années plus tard. Sur le côté sud de la place, au bout de la Veldstraat (nl), se trouvait le Kleine Korenmarkt (Petit Marché aux Grains). En 1654, le sculpteur bruxellois Jérôme Duquesnoy y est exécuté pour sodomie.
Dans la première moitié du xixe siècle, une maison de pesée est installée devant l'entrepôt. Plusieurs auberges s'installèrent dans le quartier et la place devint un point de départ et d'arrivée important pour les diligences. Dans la seconde moitié du xixe siècle, la place remplissait le même rôle pour le tramway de Gand, d'abord les tramways à chevaux et plus tard les tramways électriques.
À la fin du xixe siècle et au début du xxe siècle, le côté sud-ouest de la place subit des modifications importantes. L'entrepôt et un certain nombre de bâtiments adjacents ont été démolis et le bureau de poste a été construit à sa place. Au sud de l'entrepôt se trouvait l'étroite Sterrestraat, qui s'étendait vers l'ouest jusqu'au pont sur la Lys. Après la démolition du côté nord de la rue pour faire place au bureau de poste, les maisons du sud ont également été démolies au début du xxe siècle pour la construction du nouveau pont Saint-Michel (nl). Après la Seconde Guerre mondiale, un incendie a détruit un certain nombre de bâtiments du côté nord de la place. Le Sarma était situé ici et cette chaîne de grands magasins a construit un nouveau complexe commercial avec des façades historiques à l'extérieur à la fin des années 1950.

## Curiosités
- L'église Saint-Nicolas
- L'ancienne poste
- Le Borluutsteen (nl)

## Galerie

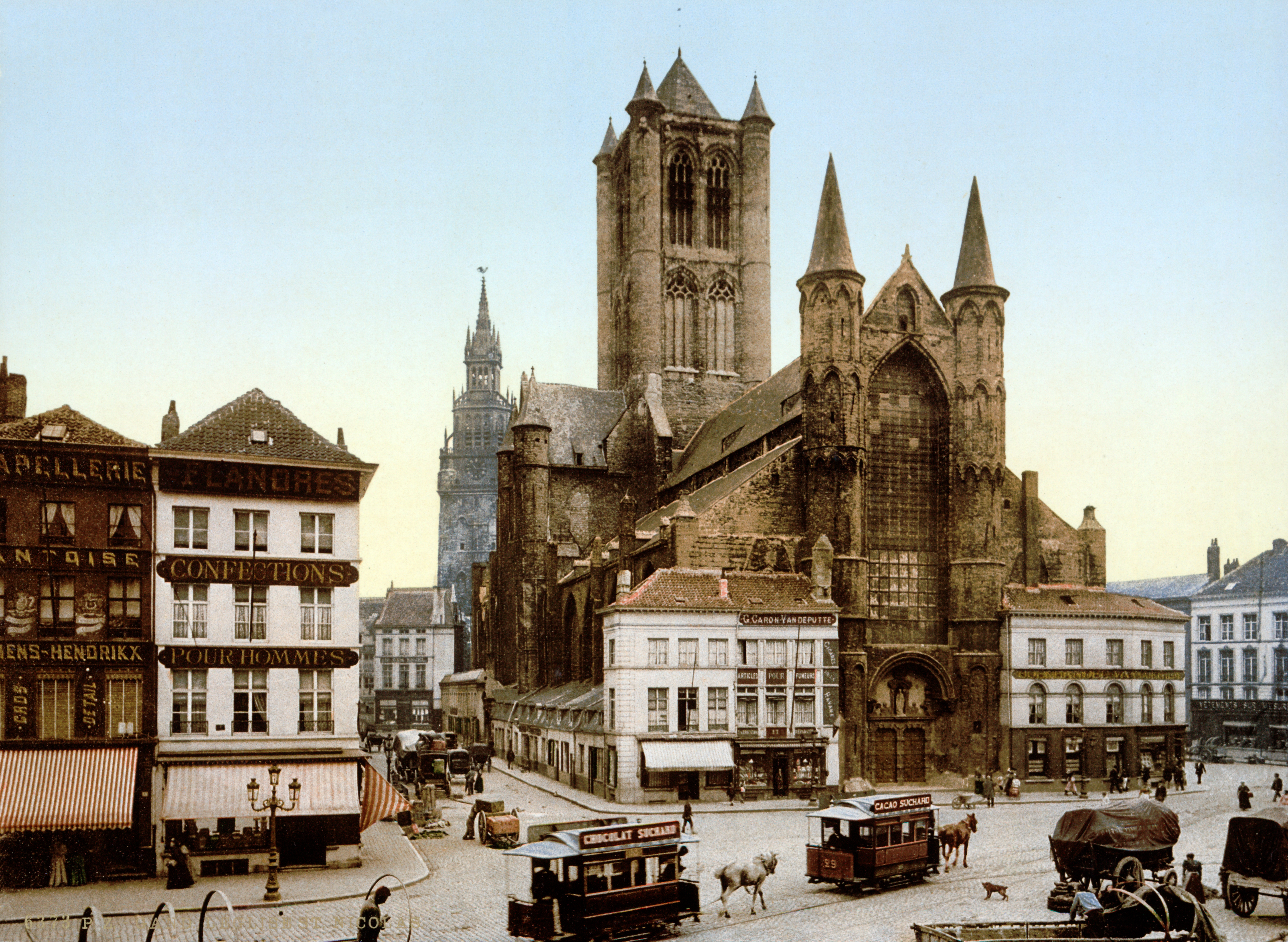
L'église Saint-Nicolas et le Korenmarkt, vers 1890-1900
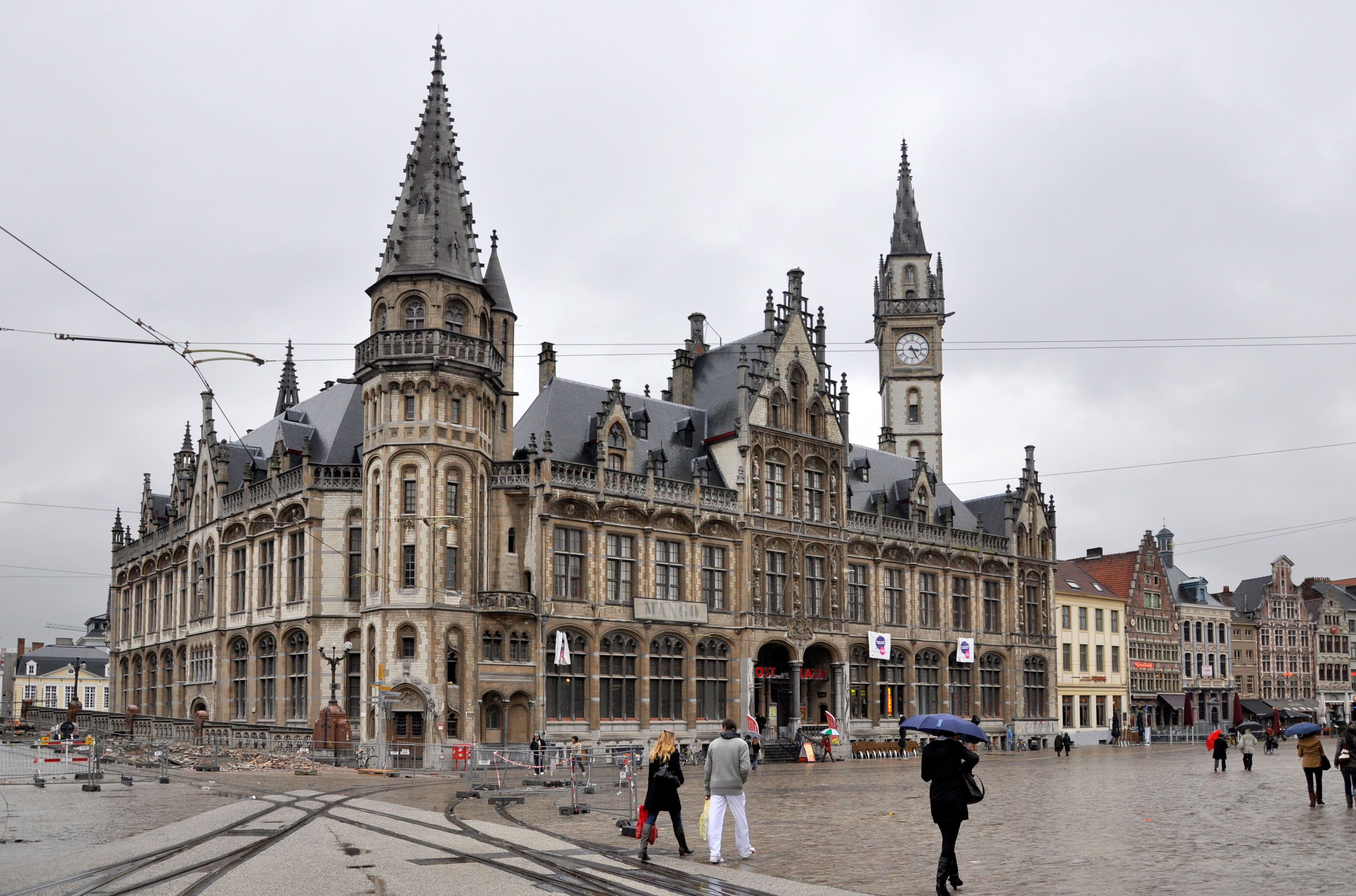
L'ancienne poste, sur le Korenmarkt